# Czas zachodnioafrykański
|  | UTC-1:00: Czas Cabo Verde                                                                    |
|  | UTC: Czas zachodnioeuropejski • Czas Greenwich                                               |
|  | UTC+1:00: Czas środkowoeuropejski • Czas zachodnioafrykański • Czas środkowoeuropejski letni |
|  | UTC+2:00: Czas wschodnioeuropejski • Czas środkowoafrykański • Czas południowoafrykański     |
|  | UTC+3:00: Czas wschodnioeuropejski letni • Czas wschodnioafrykański                          |
|  | UTC+4:00: Czas Mauritiusa • Czas Seszeli                                                     |

Czas zachodnioafrykański (ang. West Africa Time, WAT) – strefa czasowa, odpowiadająca czasowi słonecznemu południka 15°E, który różni się o 1 godzinę od uniwersalnego czasu koordynowanego (UTC+01:00).
W strefie znajdują się głównie państwa Afryki Środkowej, m.in. Angola, Czad, Kamerun, Kongo, Nigeria i Niger.